# Körschtalviadukt
Das Körschtalviadukt ist eine im Zuge der Ortsumgehung von Ostfildern-Nellingen in Baden-Württemberg errichtete zweistreifige Talbrücke, mit der die Verkehrsanbindung der Kreisstadt Esslingen an die A 8 deutlich verbessert wurde. Es wurde von 1991 bis 1993 im Taktschiebeverfahren erbaut und am 6. September 1995 dem Verkehr übergeben. Das 724 m lange Körschtalviadukt überquert in seinem Verlauf, in dem es das Körschtal überspannt, eine 110-kV-Hochspannungsleitung der EnBW und eine Kläranlage. Die maximale Höhe über dem Grund beträgt 55 m.

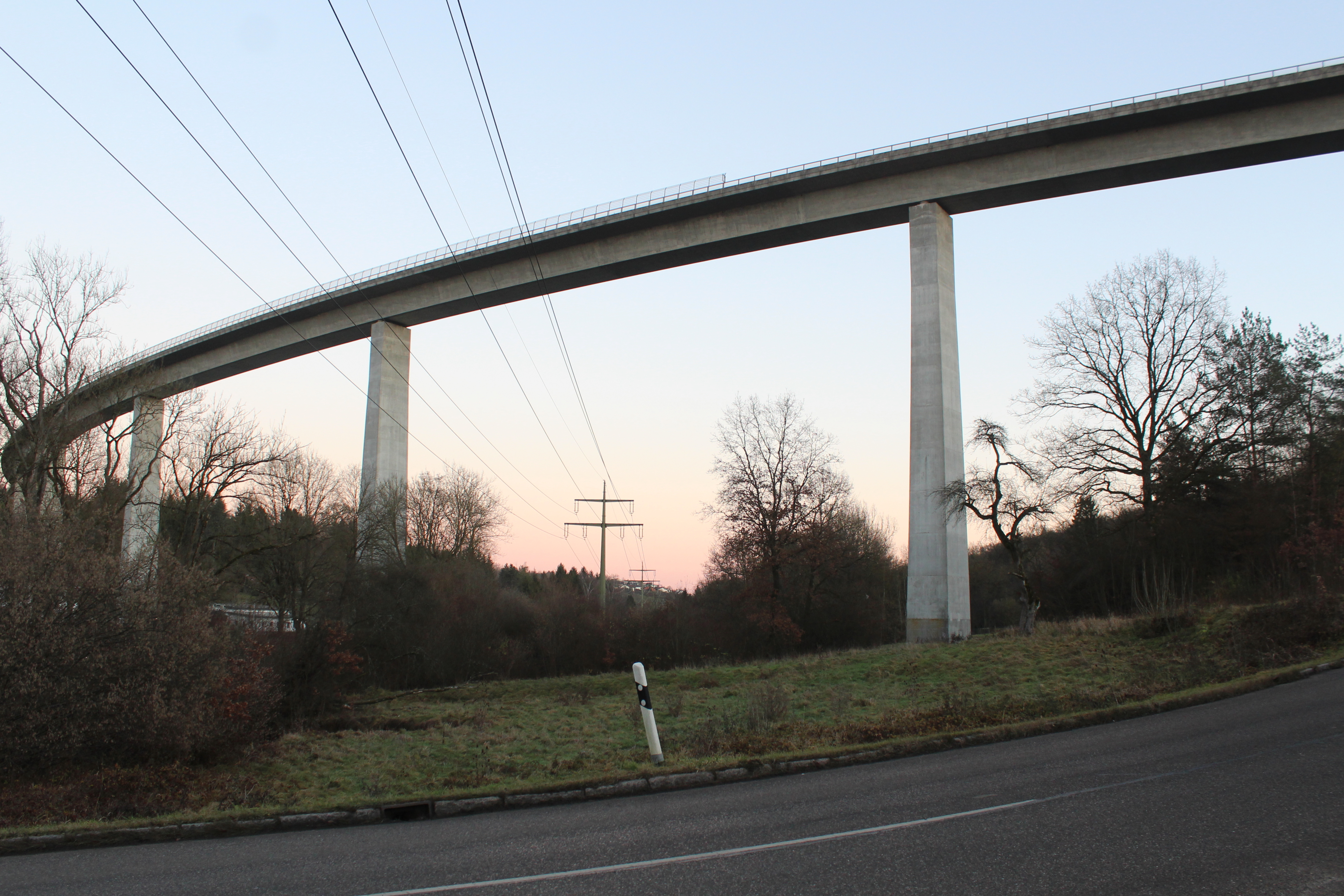
Körschtalbrücke mit der unter ihr hindurchführenden 110 kV-Freileitung

Beim Bau der Brücke wurden 6800 Kubikmeter Beton, 660 Tonnen Bewehrungsstahl und 440 Tonnen Spannstahl verarbeitet. Vier Jahre nach Eröffnung wurde der Fahrradverkehr verboten, weil die starke Nutzung durch den motorisierten Verkehr die Sicherheit der Radfahrenden erheblich gefährdete. (2013 waren es am Tag 25.000 Fahrzeuge in beiden Richtungen). Betroffen waren davon insbesondere Schüler aus Neuhausen. Im Sommer 2018 wurde eine Radverbindung auf der Brücke durch eine Einengung der Fahrbahn gebaut. Die vorher überbreiten Fahrstreifen für den motorisierten Verkehr sind jetzt 3,75 m breit, der Rad-/Fußverkehrsbereich 2,75 m. Er wird durch eine 90 cm hohe Betonwand von der Fahrbahn getrennt.